# Brewiarz z Belleville
Brewiarz z Belleville – iluminowany XIV-wieczny rękopiśmienny brewiarz. Znajduje się w zbiorach Francuskiej Biblioteki Narodowej (sygnatura MS lat. 10483-4).
Księga została wykonana przypuszczalnie między 1323 a 1326 rokiem dla Joanny de Belleville, żony Oliviera de Clisson. Po jej śmierci znalazła się w posiadaniu króla Karola V Mądrego, później zaś trafiła do kolekcji Jana de Berry, a po jego śmierci do jego bratanicy Marii, zakonnicy w opactwie dominikańskim w Poissy. Odtąd księga znajdowała się w posiadaniu klasztoru aż do czasów rewolucji francuskiej, kiedy to trafiła do zbiorów Francuskiej Biblioteki Narodowej.
Manuskrypt podzielony jest na dwa tomy. Zachował się z ubytkami, czego efektem jest brak części miniatur – z umieszczonego na początku księgi kalendarza zachowały się jedynie miesiące listopad i grudzień. Ogółem zachowało się 79 miniatur. Ponadto księgę zdobią bogate bordiury z motywami zwierzęcymi i roślinnymi. Głównym programem ideologicznym zobrazowanym na ilustracjach jest zwycięstwo Nowego Przymierza nad Starym Przymierzem: w scenkach ukazanych na marginesach starotestamentowi prorocy stopniowo, wraz z upływem roku liturgicznego, rozbierają budynek symbolizujący Synagogę, przekazując cegły z niego w ręce apostołów. Warstwa ilustracyjna księgi jest ceniona przez badaczy za harmonijną kompozycję tekstu i obrazu.
Z umieszczonych na marginesach not znane są imiona iluminatorów pracujących nad księgą: Mahiet, Ancelot, Jean Chevrier i Jean Pucelle. Dokładna rola Pucelle’a jest trudna do ustalenia, przyjmuje się, że mógł być autorem ogólnego planu księgi, cechy formalne iluminacji zdradzają bowiem wyraźny wpływ jego szkoły malarskiej.